# Pierścień akumulacyjny
Pierścień akumulacyjny – kołowy akcelerator cząstek, którego zadaniem jest utrzymywanie krążącej w nim wiązki cząstek przez możliwie długi czas (godziny, czasem dni). Cząstki utrzymywane są zazwyczaj przy stałej energii, często pierścień akumulacyjny rozpędza je najpierw do energii docelowej, a następnie utrzymuje przez dłuższy czas przy tej energii.

## Zastosowania
Pierścienie akumulacyjne buduje się z kilku powodów:
- jako zderzacze, czyli akceleratory, które zdarzają biegnące w przeciwnych kierunkach strumienie cząstek, by zmaksymalizować energię zderzenia w układzie środka masy. Zwykle buduje się w tym celu dwa pierścienie akumulacyjne, przecinające się w kilku punktach na swym obwodzie. Cząstki w obydwu pierścieniach krążą w przeciwnych kierunkach, zderzając się w punktach przecięcia. Ponieważ przekroje czynne na zderzenia są przy wysokich energiach są niewielkie, straty cząstek w zderzeniach są minimalne i można te same wiązki zderzać ze sobą wielokrotnie. W szczególnym przypadku zderzania cząstek z ich własnymi antycząstkami (elektronów z pozytonami lub protonów z antyprotonami) wystarczy wybudować jeden pierścień akumulacyjny -- wykorzystuje się tu fakt, że cząstki i ich antycząstki mają tę samą masę spoczynkową, ale przeciwnego znaku ładunek elektryczny. Tak więc stabilna orbita cząstki w polu magnetycznym jest zarazem stabilną orbitą dla antycząstki poruszającej się w tym samym polu z tą samą prędkością, ale w przeciwnym kierunku.
- by magazynować cząstki -- najczęściej antymaterii (antyprotony, rzadziej pozytony). Antyprotony produkowane są zazwyczaj w zderzeniach wysokoenergetycznych protonów ze stałą tarczą. Prawdopodobieństwo produkcji antyprotonu jest jednak dość niewielkie, dlatego, nawet przy uderzeniu dużej intensywności wiązki protonowej w tarczę, udaje się wyprodukować niewielką ich liczbę. Wyprodukowane antyprotony zbierane są więc w pierścieniu akumulacyjnym, do uzyskania dostatecznie silnej wiązki, umożliwiającej prowadzenie eksperymentów (na przykład w innym pierścieniu akumulacyjnym, działającym jako zderzacz).
- jako źródła promieniowania synchrotronowego wykorzystywanego do badań biologicznych lub materiałowych. Promieniowanie synchrotronowe produkowane jest przez krążące w pierścieniu elektrony, w rezultacie przyspieszenia doznawanego przez nie w polu magnetycznym.

## Budowa

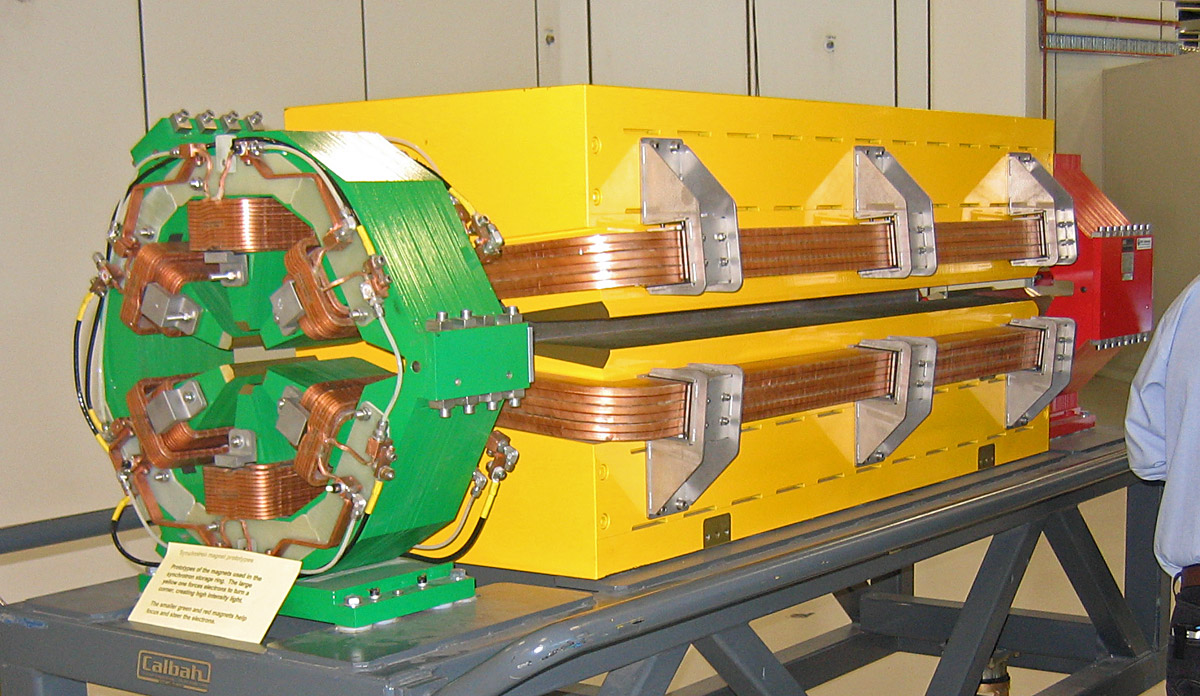
Magnesy używane w pierścieniu akumulacyjnym w Australian Synchrotron w stanie Wiktoria. Większy żółty to dipolowy magnes zginający, używany do zginania wiązki elektronów i wytwarzania światła synchrotronowego. Zielony to magnes sekstupolowy, czerwony (z tyłu) magnes kwadrupolowy – do ogniskowania wiązki elektronów.

Pierścień akumulacyjny niewiele różni się konstrukcją od typowego synchrotronu. Podstawowymi elementami są:
- Rura próżniowa, w której krąży wiązka. Dla zminimalizowania strat cząstek w zderzeniach z resztkami gazu, w rurze pierścienia akumulacyjnego musi panować szczególnie wysoka próżnia.
- Elektromagnesy dipolowe -- zadaniem ich jest zaginanie torów cząstek i utrzymywanie ich w ten sposób na kołowych orbitach wewnątrz rury akceleratora.
- Elektromagnesy ogniskujące -- przezwyciężają odpychanie elektrostatyczne pomiędzy cząstkami i utrzymują je na wspólnej orbicie. Dzięki specjalnej konfiguracji pola (kwadrupolowej, sekstupolowej) cząstki poruszające się na zewnątrz od idealnej orbity zaginane są silniej, zaś te po stronie wewnętrznej słabiej, co prowadzi do skupienia (ogniskowania) wiązki. Osobne zestawy magnesów zapewniają ogniskowanie w kierunku poziomym i pionowym.
- Wnęki rezonansowe mające dwojakie zadanie: utrzymywana w nich stojąca fala elektromagnetyczna zapewnia ogniskowanie wiązki w kierunku wzdłużnym oraz wyrównuje straty energii na promieniowanie synchrotronowe. W tych pierścieniach akumulacyjnych, które również rozpędzają cząstki, wnęki rezonansowe są też źródłem energii podczas rozpędzania.
- Układu wstrzykiwania, najczęściej innego akceleratora, liniowego lub kołowego, oraz układu bezpiecznego wyprowadzania pozostałych cząstek na zakończenie cyklu pracy.

Ponadto w zależności od zastosowania, w skład pierścienia akumulacyjnego mogą wchodzić inne elementy. W zderzaczach są to obszary zderzeń: wydzielone fragmenty rury akceleratora, w których następują zderzenia wiązek. Obszary te muszą być możliwie wolne od magnesów i innych elementów akceleratora, by umożliwić instalację aparatury pomiarowej jak najbliżej punktu zderzenia. Specjalne układy magnesów przed i za obszarem zderzania pozwalają na zogniskowanie wiązek do jak najmniejszych rozmiarów poprzecznych i precyzyjne sterowanie nimi, by doprowadzić do zderzenia. Celem jest maksymalizacja świetlności akceleratora.
W pierścieniach używanych jako źródła promieniowania synchrotronowego wbudowywane są specjalne systemy magnesów, których zadaniem jest zwiększenie intensywności emitowanego promieniowania, przez prowadzenie elektronów po silnie zakrzywionych "wężowatych" torach.

## Przykłady
Pierścieniami akumulacyjnymi są praktycznie wszystkie największe akceleratory użytkowane i budowane w ostatnich latach przez fizykę cząstek elementarnych, jak: LEP, LHC, HERA, Tevatron czy RHIC.
Przykładami pierścieni akumulacyjnych używanych do produkcji promieniowania synchrotronowego mogą być DORIS w DESY, czy niedawno uruchomiony w RAL synchrotron Diamond.